# Ekoangombé
Ekoangombé est un village de la région du Centre du Cameroun, situé dans la commune de Bot-Makak. 

## Population et développement
Ekoangombè est un charmant village, attractif et en pleine croissance. Il est notamment marqué par la présence d'une grande forêt communautaire, principale destination pour une randonnée pédestre et équestre. Outre cet attrait qui rend luisant le paysage de ce village, les chutes d'eau et les campements divers retiennent l'attention des touristes, comme celle de Makoguë, à deux kilomètres de libanba. Le peuplement s'est fait au fil des années avec les migrations de différentes ethnies. Toutefois les Bassa'a restent le peuple dominant de ce village situé à 46 km de Yaoundé. La population est passée de 628 habitants en 1962 à plus de 12000 habitants en 2022. (Source : recensement des districts de santé avec l'apport des mouvements religieux, fait par Franck MINKA)  